# Peter Musi
Peter Musi, slovenski pedagog, bibliotekar, kmetovalec, hranilničar, * 26. junija 1799, Vransko, † 6. marca 1875, Šoštanj.

## Življenje
Rodil se je 26. junija 1799 na Vranskem, kot sin posestnika Josipa Musija in Ane, rojene Trebouz.  Šolal se je na Vranskem. Enoletni tečaj za učitelja je končal na celjski glavni šoli 13. avgusta 1818. Ta šola je bila takrat edina izobraževalnica za učitelje v lavantinski škofiji. Umrl je 6. marca 1875 v Šoštanju, star 76 let.

## Delo

### Službovanje
Musi je postal pomožni učitelj in od 1. januarja 1819 pa do 30. oktobra 1820 je zasebno poučeval na gradu v Šmarju pri Jelšah. Po dekretu lavantinskega konzistorija je 18. novembra 1820 dobil začasno učiteljsko mesto v Škocjanu pri Dobri vasi na Koroškem. Med tem je 4. julija 1822 opravil izpit za poučevanje v 1. in 2. razredu nemških glavnih šol, 10.oktobra 1822 je prosil za mesto učitelja v Šoštanju, kjer je bil najprej provizorični učitelj (1822 – 1823), nato učitelj (1823 – 1827), še pozneje vzorni učitelj (1827 – 1870) in končno nadučitelj do upokojitve 1. novembra 1872 oz. 27. marca, ko je izročil šolsko vodstvo. V Šoštanju je služboval več kot petdeset let.

### Musi kot pedagog
Ob delavnikih je Musi opravljal elementarni pouk, ob nedeljah pa elementarni pouk za odrasle in ponavljalni pouk. V šolah se je takrat poučevalo v nemškem jeziku, vendar pa se je Musi s kmečkimi otroki pogovarjal slovensko.

### Musi kot bibliotekar
Vzorni učitelj Peter Musi je 15. avgusta 1854 v Šoštanju ustanovil prvo javno predčitalniško knjižnico na Šaleškem. Temeljila je na šolski bukvarni v občinski stavbi na trgu, kjer je Musi že pred tem vzdrževal svoje knjige, ki jih je posojal učencem in jih tako navajal na bralno kulturo. Na začetku je zbral 80 del v 174 zvezkih. Že v prvih dneh delovanja knjižnice je izposodil 145 zvezkov, to pa je skoraj vse kar je knjižnica premogla. Od bralcev ni zahteval nobenega plačila ali priloge za izposojene knjige. Delo knjižničarja je opravljal ves čas sam in brezplačno. Zaradi njegovega delovanja je šoštanjska šola postala vodilno kulturno središče Šaleške doline.

### Musi kot kmetovalec
Peter Musi se je ukvarjal s čebelarstvom in sadjarstvom, poskušal je tudi z gojenjem sviloprejk. Organiziral je tečaje sadjarstva, kmetijstva in vrtnarstva. Sam je bil član kmetijske družbe v Gradcu in vrtnarske družbe na Bavarskem.

### Musi kot hranilničar
Leta 1844 je v Šoštanju ustanovil prvo šolsko hranilnico, ta ni bila prva le na Slovenskem, temveč na celotnem ozemlju Avstro - Ogrske monarhije. Otroci so v šolo nosili denar in ga shranjevali v hranilnico in na tak način varčevali z denarjem.

## Odlikovanja
Peter Musi je za svoje delovanje dobil več odlikovanj. Zadnje in najvišje, zlati zasluženi križec s krono, so mu izročili 27. septembra 1871.

## Objave, pomembna dela
Sodeloval je s Slomškom pri pisanju učbenikov, in sicer pri Malem berilu, Velikem berilu, Velikem berilu za slovensko nemške šole in pri Ponovilu. Napisal je tudi knjigo Navod za nedeljske šole. Kako je potreba učiti. Trije kasnejši ponatisi so dokaz vrednosti te knjige. V njej najdemo abecednik, zglede za pisanje in računanje ter nekaj beril.
Leta 1851 je od takratnega ministra za uk dobil nalogo za sestavo stenske začetnice, leta 1852 pa je izšel Musijev Slovkovar.
Peter Musi je bil eden prvih slovenskih učiteljev, ki je napisal slovenski abecednik Navod v branje za mladost nedeljskih šol, leta 1832.
Veliko je objavljal v časopisih. Od leta 1844 pa do leta 1846 je v Novice dopisoval in poročal iz Šoštanja o živalskih sejmih, krajevnih dogodkih, delitvi živine…
V Drobtinicah je leta 1848 objavil članka Pokrajši rajtingi iz glave in Pokušne za nedeljske šolarje, objavljal je tudi sestavke o živalih. V Šolskem prijatelju je v letih od 1852 do 1857 objavljal pedagoške članke. In članek z naslovom Kratek poduk o sadjereji posebno za šolsko mladino.
Peter Musi je na pesniškem področju ustvarjal po zgledih ljudskih pregovorov. Leta 1848 je napisal pesniški nekrolog Počivalnica F. Karku, šoštanjskemu župniku.
Zelo dragoceno delo Petra Musija je Vodilo modrega kmetovanja po Koroškem, Kranjskem in Štajerskem. V letih od 1854 do 1866 so to delo večkrat ponatisnili.